# Nguyễn Hợp Đoàn
Nguyễn Hợp Đoàn (28 tháng 8 năm 1930 – 15 tháng 4 năm 2002) nguyên là Đại tá Quân lực Việt Nam Cộng hòa, Đô trưởng Sài Gòn kiêm Tỉnh trưởng Gia Định cuối cùng của Việt Nam Cộng hòa, trước khi Sài Gòn thất thủ vào cuối tháng 4 năm 1975.

## Tiểu sử

### Thân thế
Nguyễn Hợp Đoàn sinh ngày 28 tháng 8 năm 1930 tại tỉnh Hải Dương, Bắc Kỳ, Liên bang Đông Dương, con của Nguyễn Thúc Vinh, cựu Tỉnh trưởng Bắc Kạn thời Pháp thuộc. Gia đình ông di cư vào Nam khi đất nước bị chia cắt sau Hiệp định Genève năm 1954.

### Binh nghiệp
Nguyễn Hợp Đoàn nhập ngũ ngày 15 tháng 4 năm 1951, xuất thân sĩ quan khóa 4 tại Trường Võ bị Quốc gia Đà Lạt. Năm 1958, ông theo học Trường Chỉ huy và Tham mưu của Việt Nam Cộng hòa, rồi đến năm 1964 thì được nhận vào học tại Trường Chỉ huy và Tham mưu Lục quân Hoa Kỳ (USACGSC) và học tiếp lên Trường Chiến tranh Lục quân Hoa Kỳ (USAWC). Ông từng được coi là Thiếu tá trẻ nhất trong Quân đội Việt Nam Cộng hòa khi mới 24 tuổi. 

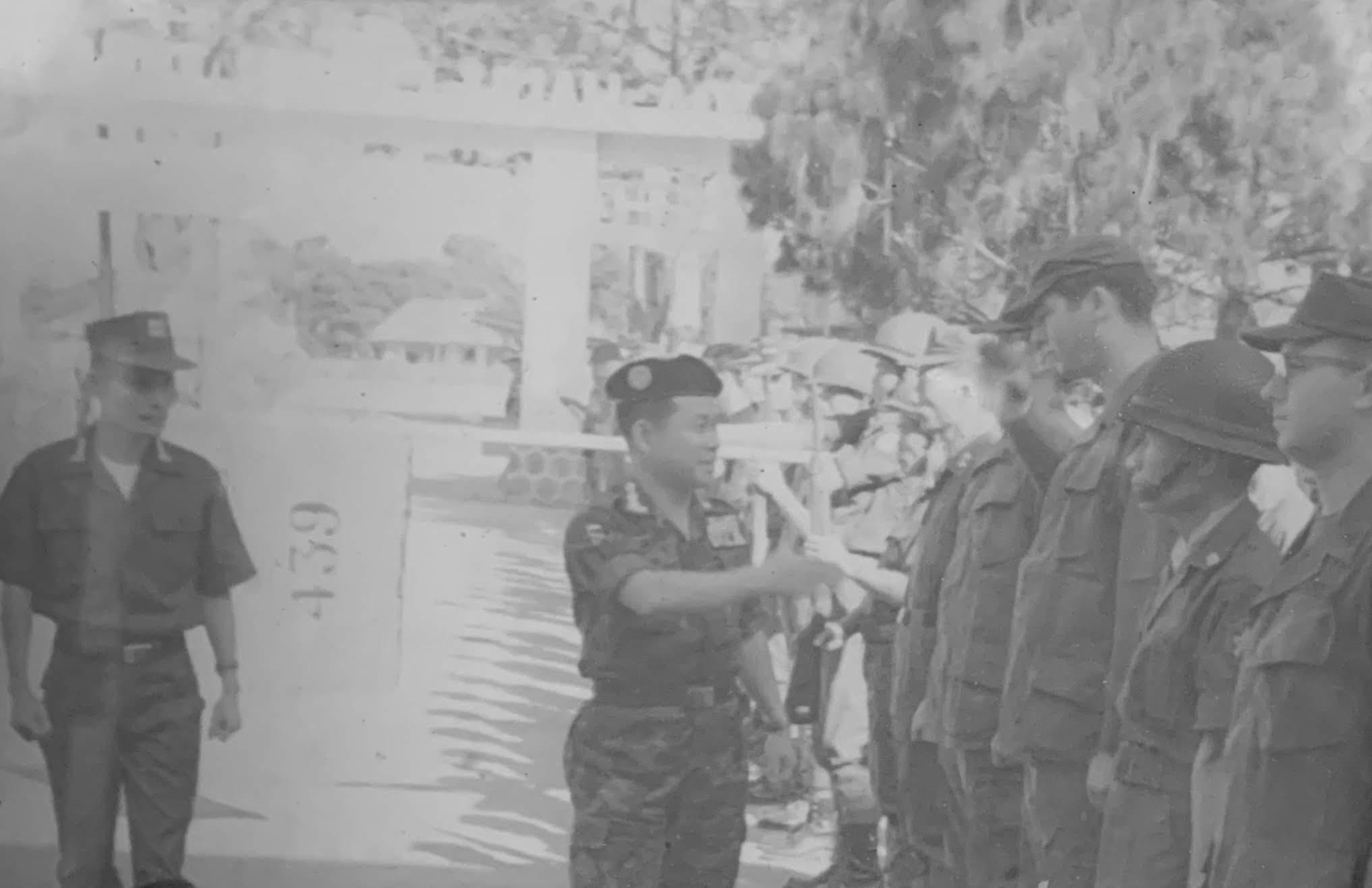
Nguyễn Hợp Đoàn trong trận Tết Mậu Thân tại Bộ Tư lệnh Quân sự Kontum năm 1968.

Ông từng giữ các chức vụ Tiểu đoàn trưởng Tiểu đoàn 705, Trung đoàn trưởng Trung đoàn 42 (Thái Bình), Trung đoàn trưởng Trung đoàn 14 Bộ binh Sư đoàn 9 Bộ binh, Phó Giám đốc Trường Tâm lý chiến Quốc gia, Tham mưu phó Quân đoàn IV Tâm lý chiến kiêm Tham mưu trưởng Sư đoàn 9. Ông còn làm Tham mưu trưởng Bộ Tư lệnh Biệt cách Dù (Tiểu đoàn 81 Biệt cách Dù) vào năm 1961 và Tham mưu trưởng Bộ Tư lệnh Lực lượng Đặc biệt Việt Nam Cộng hòa vào năm 1965.

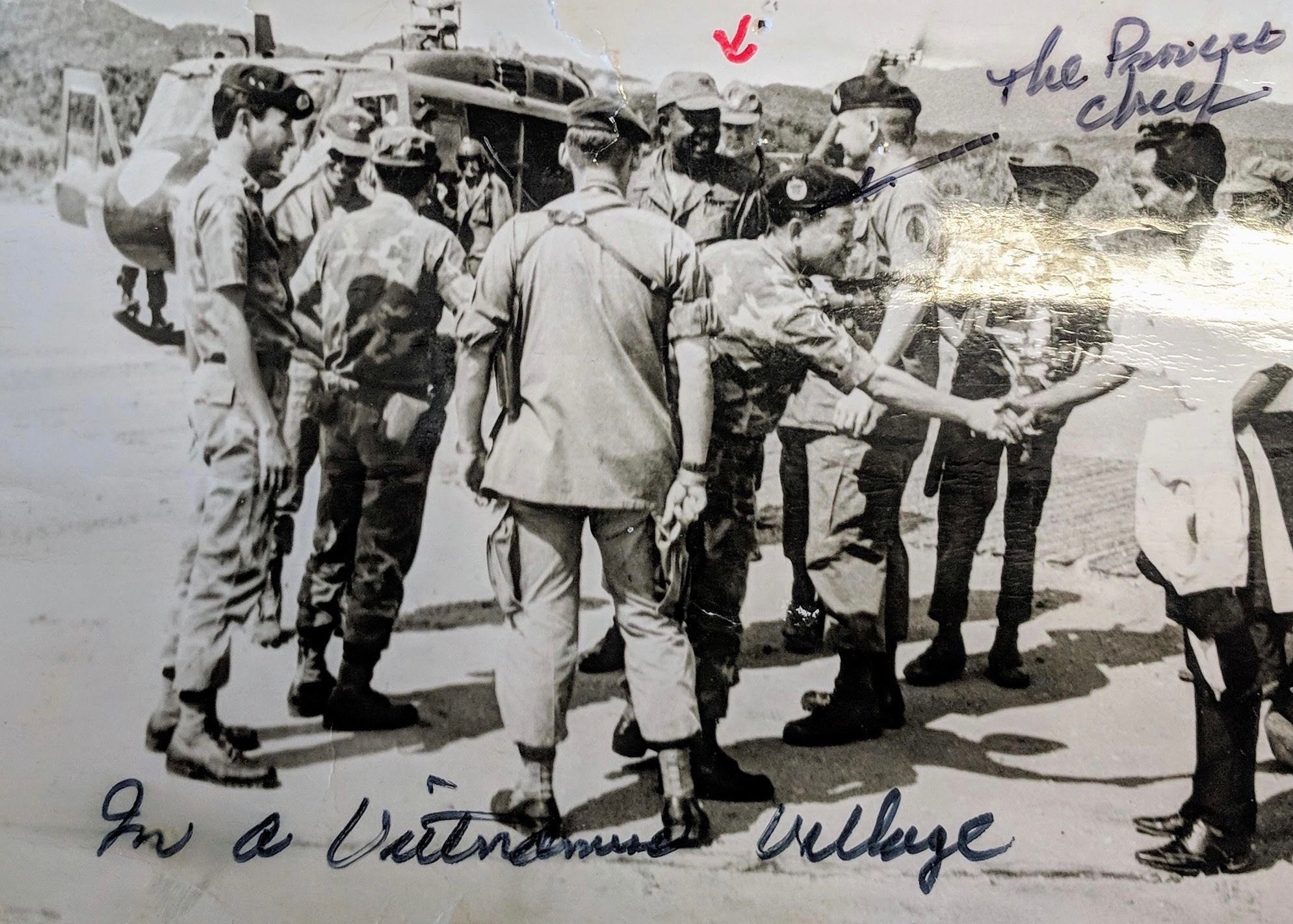
Nguyễn Hợp Đoàn tham chiến trong trận Đắk Tô năm 1967.

Ông từng làm Tỉnh trưởng Kon Tum năm 1965–1970, nơi mà cuộc Tổng tiến công Tết Mậu Thân năm 1968 của cộng sản đã bị thất bại nặng nề. Ông tỏ ra xuất sắc trong vai trò quân nhân và công chức, qua hai chức vụ Tỉnh trưởng kiêm Tiểu khu trưởng Tiểu khu Tuyên Đức, và Thị trưởng Đà Lạt năm 1970–1975. Trong nhiệm kỳ thị trưởng của mình, Đà Lạt được xem là nơi trú ẩn an toàn. Ông đã góp phần xây dựng nơi đây dựa trên sự quyến rũ và vẻ đẹp của nó, đồng thời giữ cho thành phố này trở thành điểm đến yêu thích cho tuần trăng mật của người dân. Đà Lạt còn là trung tâm học tập với nhiều trường nội trú, đại học, học viện quân sự và chủng viện. Lò phản ứng hạt nhân duy nhất của Việt Nam Cộng hòa cùng các nhà khoa học và nhân viên liên quan đều được đặt tại Đà Lạt.
Bước sang năm 1975, với hy vọng Nguyễn Hợp Đoàn sẽ mang lại an ninh trật tự cho thủ đô Sài Gòn đang bị cộng sản tiến công ráo riết, Tổng thống Nguyễn Văn Thiệu đã bổ nhiệm ông làm Đô trưởng Sài Gòn tiếp theo. Đến gần cuối giai đoạn chiến tranh khi Sài Gòn sắp sửa thất thủ, Nguyễn Hợp Đoàn vẫn còn trụ vững và quyết chiến đến cùng trong khi mấy viên Quận trưởng Quân sự lân cận bỏ chạy mà không thèm kháng cự, tạo ra sự hỗn loạn khi dân tị nạn đổ vào Sài Gòn từ Quân đoàn I và II.
Trên đường đi, đoàn người tị nạn phải gánh chịu thương vong nặng nề khi Sư đoàn 340 Bắc Việt pháo kích làm tổn thất nhân mạng hàng ngàn người. Ông chỉ ra lệnh rút quân sau khi nhận ra rằng cả thành phố và địa bàn của mình bị cô lập. Ông cho tiến hành một cuộc rút lui có trật tự, sát cánh cùng binh sĩ và cứu sống nhiều người dân.

### Cuối đời
Sau ngày 30 tháng 4 năm 1975, ông cùng gia đình mình kịp thời di tản sang Mỹ. Ông từ trần vào ngày 15 tháng 4 năm 2002 tại Houston, Texas.

## Gia đình
Nguyễn Hợp Đoàn là tín hữu Công giáo. Ông và vợ có với nhau chín người con.

## Khen thưởng
Ông được tưởng thưởng nhiều Huân, huy chương của Việt Nam cũng như Ngoại Quốc bao gồm: Bảo Quốc Huân Chương, Lục Quân Huân Chương, Tham Mưu Bội Tinh, Chiến Dịch Bội Tinh, 12 Anh Dũng Bội Tinh, Huân chương Danh dự Hàn Quốc và Huy Chuơng Ngôi Sao Bạc cùng Huy Chuơng Ngôi Sao Đồng w/ "V" Device của Quân Đội Mỹ .